# Lidia Morawska
Lidia Morawska és una física d'aerosols australiana d'origen polonès, que recentment investiga la transmissió de la COVID-19. És directora del Laboratori Internacional per a la Salut i la Qualitat de l'Aire i professora distingida a la Queensland University of Technology.
Morawska és mestra (1976) i doctora (1982) per la Universitat Jagellònica de Cracòvia, Polònia. Després de graduar-se, es va traslladar al Canadà, on va treballar com a becària postdoctoral primer a la Universitat McMaster i després a la Universitat de Toronto. Va emigrar a Queensland, Austràlia, per prendre una cita com a professora associada a la Queensland University of Technology. Va ser ascendida a professora titular i es va convertir en directora del Laboratori Internacional de Qualitat de l'Aire i Salut de la QUT el 2003.
Morawska és consultora de l'Organització Mundial de la Salut, administradora de la International Society for Indoor Air Quality i membre de la Clean Air Society d'Austràlia i Nova Zelanda i de l'Associació Americana de Recerca en Aerosol. És editora associada de la revista Science of the Total Environment i membre del comitè internacional del Aerosol Science Research Center de la National Sun Yat-sen University. El maig de 2020, Morawska va ser elegida membre de l'Acadèmia Australiana de Ciències.
Des de 2020, Morawska col·labora amb investigadors de la Xina i de tot el món sobre com es transmet la COVID-19, incloent hospitals, en transport públic i a través del cant.